# Homerka
Homerka (Złotniańska Rzeka) – potok, lewy dopływ Kamienicy o długości 9,03 km i powierzchni zlewni 19,6 km². 
Zlewnia potoku znajduje się w Paśmie Jaworzyny Beskidu Sądeckiego. W górnym biegu uchodzi do niego Sucha Kamionka, która ma źródła na wysokości około 900 m na północnych stokach Zadnich Gór i potok Złotniańska Rzeka mający źródła na wysokości około 890 m na północnych stokach Jaworzyny Kokuszczańskiej. Od miejsca ujścia tych potoków Homerka spływa w północno-zachodnim, a potem północnym kierunku przez miejscowości Złotne i Frycowa i uchodzi do Kamienicy na wysokości 371 m. W dolnym biegu do Homerki uchodzi Bączanka.
Potoki w górnej części zlewni Homerki spływają całkowicie zalesionymi północnymi stokami Pasma Jaworzyny, tworząc głębokie doliny. Dolna część biegu Homerki znajduje się na odkrytych, pokrytych polami uprawnymi i zabudowaniami miejscowościach Frycowa i Złotne. Zabudowania tej ostatniej miejscowości wzdłuż doliny Homerki i Złotniańskiej Rzeki głęboko wciskają się w Pasmo Jaworzyny.